# Barycnemis agilis
Barycnemis agilis là một loài tò vò trong họ Ichneumonidae.